# Clemens Walch
Clemens Walch (Rum, Austria, 10 de julio de 1987), futbolista austríaco. Juega de volante y su actual equipo es el SPG Silz/Mötz de Austria. 
Walch hizo su debut en la Bundesliga en 2009 con el primer equipo del VfB Stuttgart en un encuentro contra el Eintracht Frankfurt.

## Selección nacional
Ha sido internacional con la Selección de fútbol de Austria Ha jugado 7 partidos y ha anotado 4 goles

## Clubes
| Club                 | País     | Año       |
| -------------------- | -------- | --------- |
| VfB Stuttgart        | Alemania | 2009-2010 |
| 1. FC Kaiserslautern | Alemania | 2010-2011 |
| Dinamo Dresde        | Alemania | 2011      |
| 1. FC Kaiserslautern | Alemania | 2011-2012 |
| SV Ried              | Austria  | 2012-2018 |
| WSG Wattens          | Austria  | 2018-2020 |
| SPG Silz/Mötz        | Austria  | 2020-Act. |